# 437
| 437                |
| ------------------ |
| Dødsfald - Fødsler |
|                    |

| Gregoriansk kalender | 437 CDXXXVII            |
| Ab urbe condita      | 1190                    |
| Armensk kalender     | I/T                     |
| Kinesiske kalender   | 3133 – 3134 丙子 – 丁丑 |
| Etiopisk kalender    | 429 – 430               |
| Jødisk kalender      | 4197 – 4198             |
| Hindukalendere       |                         |
| - Vikram Samvat      | 492 – 493               |
| - Shaka Samvat       | 359 – 360               |
| - Kali Yuga          | 3538 – 3539             |
| Iransk kalender      | 185 BP – 184 BP         |
| Islamisk kalender    | 191 BH – 190 BH         |

Begivenheder
- Hunnerne besejrer under Attilas ledelse burgunderne i et slag ved Worms. De flygter ind i Gallien og grundlægger hertugdømmet Burgund omkring Lyon

Født
Dødsfald